# Atollo K
Atollo K (Atoll K) è un film del 1951 diretto da Léo Joannon e (non accreditato) John Berry. È l'ultimo film interpretato dal duo Stanlio e Ollio e ha come co-protagonista Suzy Delair. La produzione del film (realizzato tra Francia e Italia anziché negli Stati Uniti come i precedenti) subì varie battute d'arresto dovute principalmente alle condizioni fisiche dei protagonisti e alle divergenze con Joannon, sostituito da Berry nel mezzo della lavorazione. Il film fu distribuito in Francia da La Société des Films Sirius il 17 ottobre 1951.

## Trama
Londra, anni '50. Stanlio riceve un'eredità da un ricco zio. Sfortunatamente la maggior parte di essa va in fumo a causa di tasse e spese legali, e gli rimane solo uno yacht traballante ma completamente rifornito e un'isola privata nell'Oceano Pacifico. Stanlio e Ollio partono per l'isola dal porto di Marsiglia, accompagnati dal rifugiato apolide Antonio e dal clandestino Giovanni Copini, uno scontento muratore italiano, nascosto nell'imbarcazione.
Prima di partire, il motore non funziona, quindi Ollio lo smonta nel tentativo di ripararlo. Nel corso dell'operazione consegna i pezzi a Stanlio che li mette sul ponte dove scivolano fuori bordo. Ollio si rende conto che i suoi sforzi sono stati vani quando si accorge che l'indicatore del livello del carburante è vuoto. Avendo perso il motore, issano la vela, scoprendo il clandestino Giovanni che vi si era nascosto dentro.
Il gruppo si imbatte in una tempesta e naufraga su un'isola deserta appena emersa che chiamano "Crusoelandia" dal libro Robinson Crusoe che è sul loro yacht. Stanlio adotterà anche 
un'aragosta  che chiama affettuosamente Oscar. Presto a loro si uniscono Chérie Lamour, una cantante di nightclub che sta fuggendo dal suo fidanzato geloso Jack Frazer, un tenente della marina. L'isola viene istituita come una nuova repubblica, con Ollio come presidente e Stanlio che rappresenta "il popolo". Scrivono una costituzione che dichiara che il loro atollo non avrà leggi, tasse e controlli sull'immigrazione.
Tutto va bene fino a quando Jack arriva sull'isola e conferma che essa è ricca di depositi di uranio. Persone provenienti da tutto il mondo affollano l'"Atollo K" (come è stato chiamato), ma la situazione diventa caotica quando una rivolta cerca di rovesciare e giustiziare gli abitanti originari dell'isola. Prima dell'esecuzione, un'altra tempesta colpisce e inonda l'isola. Stanlio e Ollio vengono salvati e arrivano sull'isola ereditata da Stanlio, trovandosi però con la terra e le provviste confiscate per il mancato pagamento delle tasse.

## Produzione

### Pre-produzione
Nell'Europa del secondo dopoguerra, Stan Laurel e Oliver Hardy stavano godendo di una rinnovata popolarità presso un pubblico che non aveva potuto vedere i loro film durante la guerra. Di conseguenza la coppia ricevette un'offerta da un consorzio cinematografico franco-italiano per recitare in un film da girarsi in Francia con 1,5 milioni di dollari (grande budget per l'epoca).
La produzione di Atollo K fu molto travagliata e perché fosse completato il film richiese molto tempo. Ida Kitaeva Raphael, ultima moglie di Laurel, raccontò al biografo John McCabe: "Difficilmente posso dimenticare la data in cui siamo partiti per la Francia e quella in cui siamo tornati – 1º aprile 1950 e 1º aprile 1951. Ma non ci fu pesce d'aprile in quel terribile anno. Si supponeva che quel dannato film avrebbe richiesto dodici settimane e ci vollero dodici mesi".
Sin dall'inizio ci furono disaccordi sulla sceneggiatura del film. Laurel era scontento della trama immaginata dal regista francese Léo Joannon e del primo trattamento scritto a 8 mani da René Wheeler, Piero Tellini, John Klorer e Paul Kohner, e insistette nel chiamare Alfred J. Goulding e Monte Collins per aiutare nella scrittura (Goulding non ricevette alcun credito sullo schermo e Collins fu accreditato solo per le gag). C'erano anche notevoli problemi di comunicazione, dal momento che né Laurel né Hardy parlavano francese e Joannon parlava pochissimo inglese.
Inizialmente il film prevedeva accanto a Laurel e Hardy due grandi nomi del cinema comico italiano e francese in rappresentanza dei due paesi produttori del film. I primi nomi presi in considerazione furono quelli di Totò e Fernandel, ma entrambi rifiutarono e alla stessa maniera agirono anche Walter Chiari, Erminio Macario e Carlo Croccolo per parte italiana e Bourvil e Rellys per parte francese. Alla fine vennero sostituiti da Max Elloy (l'imitatore "ufficiale" di Fernandel all'epoca in Francia) e da Adriano Rimoldi.

### Riprese
Durante la lavorazione i due comici affrontarono seri problemi di salute. Già malato di diabete durante le riprese Laurel fu colpito da altri problemi di salute: venne colpito da colite, dissenteria e soprattutto da un'ulcera prostatica, che lo costrinse a sottoporsi a un intervento e la sua consorte avrebbe in seguito biasimato l'assistenza medica francese sostenendo che a un certo punto dovette sostituire un'infermiera assente cambiando le bende del marito. Laurel dimagri moltissimo, arrivando a pesare 51,7 chili e per la maggior parte delle riprese poté lavorare solo a sprazzi di 20 o 30 minuti. Hardy, dal canto suo, vide il suo già elevato peso arrivare a quasi 150 chili mentre era in Francia e richiese cure mediche per fibrillazione cardiaca e influenza. Ai problemi medici si aggiunse Adriano Rimoldi, che cadde da uno yacht attraccato e richiese un mese di recupero.
Quando furono in grado di lavorare, Laurel e Hardy videro la loro relazione con Joannon logorarsi drammaticamente. In seguito la moglie di Laurel dichiarò che Joannon era un incompetente che passò tre giorni a filmare un lago perché, come lei disse, "era il lago più fotogenico che avesse mai visto". Nel mezzo della lavorazione il regista statunitense John Berry fu assunto per sostituire Joannon. La carriera americana di Berry era stata rovinata dalla lista nera di Hollywood e stava cercando di ricominciare da capo in Francia. Tuttavia la sua partecipazione fu tenuta segreta nel timore che il film non avrebbe ottenuto una distribuzione negli Stati Uniti se si fosse saputo che un regista della lista nera era al timone. Il contributo di Berry non fu pubblicamente riconosciuto fino al 1967, quando lo storico del cinema William K. Everson citò l'input del regista non accreditato nel suo libro The Films of Laurel & Hardy. Benché Berry non abbia mai riconosciuto pubblicamente il suo lavoro su Atollo K, la co-protagonista Suzy Delair confermò il suo ruolo durante un'intervista con lo storico Norbert Aping.

## Distribuzione
La distribuzione del film fu decisamente irregolare, non è stata mai montata né distribuita una versione integrale e completa del film; ciascuna versione ha il suo montaggio e la sua lunghezza: venne distribuita la versione francese da 93 minuti con il titolo Atoll K, la versione italiana da 97 minuti chiamata Atollo K e quella in inglese da 82 minuti che uscì nel Regno Unito con il titolo Robinson Crusoeland e negli USA con il titolo Utopia; esiste inoltre una versione in inglese da 98 minuti vista solo in anteprime britanniche nel settembre 1951.

### Data di uscita
Le date di uscita internazionali sono state:
- 17 ottobre 1951 in Francia
- 25 ottobre in Italia
- 14 dicembre in Austria (Die beiden Robinsons auf Atoll K)
- 21 dicembre in Germania Ovest (Dick und Doof erben eine Insel)
- 25 aprile 1952 in Finlandia (Ohukaisen ja Paksukaisen jättiläisperintö)
- 1º agosto in Danimarca (Gøg og Gokke på atomøen)
- 1953 nel Regno Unito (Robinson Crusoeland)
- 14 dicembre 1954 negli Stati Uniti (Utopia)

### Edizione italiana
La versione italiana originariamente durava 97 minuti ma ad oggi risulta irreperibile, in quanto a partire dal 1963 il film è stato ridistribuito nella penisola (ad opera di distributori indipendenti) in una versione di circa dieci minuti più corta, della durata di 83 minuti. Da allora si trovano solo copie di questa seconda edizione. Le scene eliminate da questa versione riguardano:
- Preparativi di Stanlio e Ollio a Marsiglia per il battello
- Osservazioni dei poliziotti nel porto sulla situazione di Giovanni e Antoine e inizio dialogo tra il capitano del porto e Stanlio e Ollio poco dopo
- Nascita dell'atollo in mare e prime battute dei naufraghi dopo la fine della tempesta
- Introduzione narrata del personaggio di Cherie
- La prima canzone cantata da Cherie e arrivo della ragazza in municipio
- Inizio serata al night club di Cherie
- Innalzamento della bandiera di Crusoelandia e scene dei passeggeri diretti all'isola su navi e treni
- La sequenza finale del film

La versione italiana all'epoca conteneva tre sequenze (due di esse girate appositamente per tale edizione) non presenti nelle versioni uscite negli altri paesi:
- Il flashback di Giovanni e del suo cliente in Italia, interpretato da Guglielmo Barnabò (nelle altre versioni c'è solo il racconto dello stesso Giovanni)
- Il fuorilegge Alecto che pianifica con i suoi tirapiedi le sue malefatte sull'isola dopo aver messo a soqquadro il bar
- Inquadratura di Ollio che attacca il cartello dove annuncia che sull'isola regnerà l'ordine e la legge (le altre versioni mostrano il cartello già attaccato in lontananza).

Una differenza molto significativa tra la versione italiana e le altre è l'assenza della voce fuori campo (tranne che nelle sequenze finali) presente in tutte le altre versioni.

### Edizioni home video
Nel 2003 la Elleu Multimedia pubblicò un'edizione DVD  in Italia proveniente da una copia 16mm, sempre frutto della riedizione anni sessanta  di durata 83 minuti. La versione francese è stata pubblicata in DVD nel 2011.
Ad oggi l'unico restauro del film disponibile è quello effettuato sulla versione tedesca del 1952, uscito nel 2005 in DVD ad opera della Tobis film.
Dopo decenni di invisibilità, la versione integrale in inglese (98 minuti circa) è stata pubblicata in DVD nel 2013 nel Regno Unito e in Germania. Tale versione si può considerare come il montaggio più completo del film, sebbene non si possa ritenere come edizione originale in quanto mai distribuita all'epoca ufficialmente in nessun paese.